# Bisbat d'Inchon
El bisbat d'Inchon (llatí: Dioecesis Inchonensis) és una diòcesi de l'Església catòlica a Corea del Sud, sufragània de l'arquebisbat de Seül. El 2006 tenia 397.256 batejats sobre una població de 4.240.000 habitants. Actualment està dirigida pel bisbe John Baptist Jung Shin-chul.

## Territori
La diòcesi compren les ciutats de Inchon, Gimpo, Bucheon, Siheung (en part) i Ansan, a la província de Gyeonggi.
La seu episcopal es troba a la ciutat d'Inchon, on es troba la catedral Dapdong.
El territori està dividit en 102 parròquies.

## Història
El vicariat apostòlic d'Inchon va erigir-se el 6 de juny de 1961 mitjançant la butlla Coreanae nationis orae del Papa Joan XXIII, escindint-se del territori del vicariat apostòlic de Seül.
El 10 de març de 1962 el vicariat apostòlic va ser elevat a diòcesi mitjançant Fertile Evangelii semen, també de Joan XXIII.

## Cronologia episcopal
- William John McNaughton (Gulielmo Kil-mo Na), M.M. (6 de juny de 1961 – 25 d'abril de 2002, retirat)
- Boniface Choi Ki-San (25 d'abril de 2002 - 30 de maig de 2016 mort)
- John Baptist Jung Shin-chul, des del 10 de novembre de 2016

## Estadístiques
A finals del 2019, la diòcesi tenia 517.105 batejats sobre una població de 4.433.292 persones, equivalent a l'11,7% del del total.
| any  | població | població  | població | sacerdots | sacerdots       | sacerdots       | sacerdots             | diàques | religiosos | religiosos | parroquies |
| ---- | -------- | --------- | -------- | --------- | --------------- | --------------- | --------------------- | ------- | ---------- | ---------- | ---------- |
| any  | batejats | total     | %        | total     | clergat secular | clergat regular | batejats por sacerdot | diàques | homes      | dones      |            |
| 1970 | 54.983   | 951.662   | 5,8      | 29        | 10              | 19              | 1.895                 |         | 28         | 95         | 17         |
| 1980 | 79.290   | 1.491.484 | 5,3      | 50        | 28              | 22              | 1.585                 |         | 39         | 167        | 33         |
| 1990 | 202.562  | 2.709.130 | 7,5      | 85        | 52              | 33              | 2.383                 |         | 62         | 329        | 56         |
| 1999 | 327.866  | 3.553.613 | 9,2      | 141       | 100             | 41              | 2.325                 |         | 65         | 464        | 72         |
| 2000 | 340.008  | 3.609.282 | 9,4      | 157       | 110             | 47              | 2.165                 |         | 78         | 479        | 77         |
| 2001 | 353.219  | 3.674.009 | 9,6      | 165       | 120             | 45              | 2.140                 |         | 85         | 509        | 80         |
| 2002 | 363.681  | 3.657.511 | 9,9      | 167       | 128             | 39              | 2.177                 |         | 75         | 525        | 81         |
| 2003 | 372.213  | 3.686.925 | 10,1     | 177       | 134             | 43              | 2.102                 |         | 92         | 504        | 85         |
| 2004 | 375.313  | 3.753.748 | 10,0     | 181       | 138             | 43              | 2.073                 |         | 87         | 523        | 90         |
| 2006 | 397.256  | 4.240.000 | 9,4      | 200       | 168             | 32              | 1.986                 |         | 152        | 520        | 102        |
| 2013 | 465.496  | 4.516.050 | 10,3     | 293       | 247             | 46              | 1.588                 |         | 138        | 631        | 118        |
| 2016 | 496.364  | 4.361.610 | 11,4     | 309       | 259             | 50              | 1.606                 |         | 135        | 632        | 122        |
| 2019 | 517.105  | 4.433.292 | 11,7     | 345       | 290             | 55              | 1.498                 |         | 113        | 628        | 127        |